# Брюссельська угода (2013)
Брюссельська угода (серб. Бриселски споразум / Briselski sporazum, алб. Marrëveshja e Brukselit), формально Перша Угода про принципи нормалізації відносин, є багатостороннім договором, запропонованим для нормалізації відносин між урядами Сербії та Косово. Угода, яка була узгоджена та укладена в Брюсселі під егідою Європейського Союзу, була підписана 19 квітня 2013 року. Переговори вели прем'єр-міністр Сербії Івіца Дачич і прем'єр-міністр Косово Хашим Тачі за посередництва Верховного представника ЄС Кетрін Ештон. Уряд Сербії не визнає Косово як суверенну державу, але почав нормалізувати відносини з урядом Косова в результаті угоди. Президент Сербії Олександр Вучич у 2018 році заявив, що угода є складним компромісом для Сербії, яка, за його словами, виконала всі свої зобов'язання.

## Передумови
Після війни в Косово та бомбардувань Югославії силами НАТО в 1999 році Косово (як частина Сербії та Союзної Республіки Югославія) було передано під управління ООН відповідно до Резолюції 1244 СБ ООН. У 2008 році Косово проголосило незалежність, яку визнали 97 країн. Однак Сербія стверджує, що Косово продовжує залишатися частиною її території. Діалог між Косово та Сербією за посередництва Європейського Союзу розпочався у березні 2011 року. Белград і Приштину закликали продовжити переговори в Брюсселі, але Сербія не була зобов'язана визнавати Косово під час цього процесу.
Детальніше див.: Консультативний висновок щодо проголошення незалежності Косово .

## Переговори

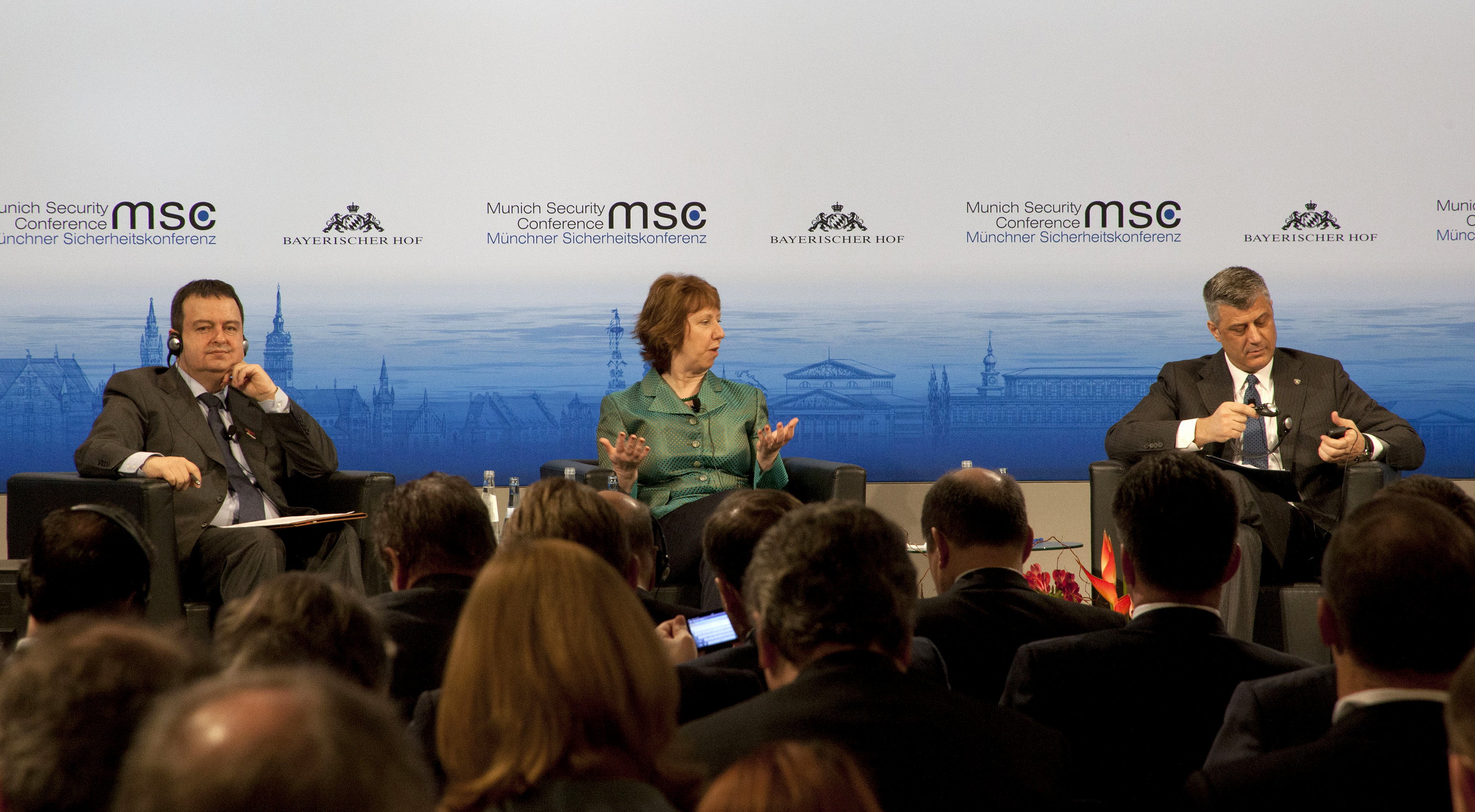
(зліва направо) Прем'єр-міністр Сербії Івіца Дачич, посередник Кетрін Ештон і прем'єр-міністр Косова Хашим Тачі в Мюнхені, 2014 р.

Десять раундів переговорів пройшли в офісі Європейської служби зовнішніх справ у Брюсселі. Два роки головувала на переговорах Верховний представник ЄС Кетрін Ештон, а після неї Федеріка Могеріні. Нормалізація відносин із сусідніми державами є ключовою передумовою для держав, які бажають приєднатися до ЄС; Брюссельська угода наблизила Сербію до переговорів про вступ до ЄС, а Косово — до парафування Угоди про стабілізацію та асоціацію (УСА). У жовтні 2015 року УСА підписали Федеріка Могеріні та прем’єр-міністр Косова Іса Мустафа.
Дипломати Сполучених Штатів підтримали діалог під проводом ЄС. Держсекретар США Гілларі Клінтон запросила баронесу Ештон у подорож на Балкани, і вони здійснили спільні візити до Белграда, Приштини та Сараєво в жовтні 2012 року.
Європейська комісія порадила розпочати УСА з Косово після укладення угоди, а з Сербією почалися переговори про вступ. Угоду підтримали Європейський Союз, НАТО, ОБСЄ та ООН.

## Угода

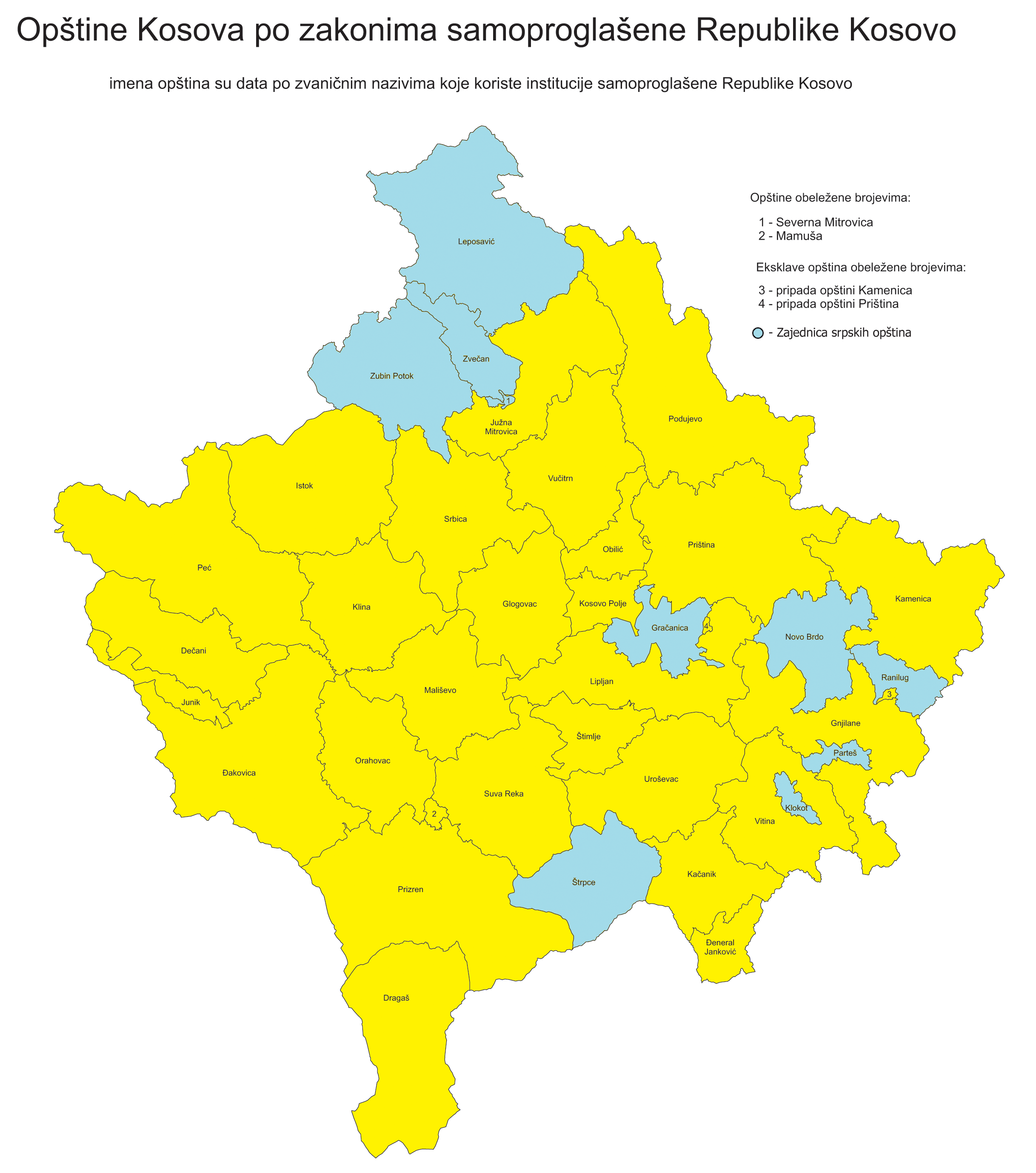
Карта Косово із запланованою громадою сербських муніципалітетів синім кольором

Угода на двох сторінках має 15 пунктів. Параграфи 1–6 стосуються створення, обсягу та функцій запланованої громади сербських муніципалітетів. Параграфи 7–9 стосуються поліції та безпеки, вказуючи одну поліцію для всього Косова (включаючи північ), відому як Поліція Косова . Пункт 11 визначає, що муніципальні вибори проводяться по всьому Косово відповідно до законодавства Косово. Параграф 12 передбачає створення плану впровадження та визначає дату (зараз минула), до якої план буде завершено. Параграф 13 зобов'язується активізувати дискусії з питань енергетики та телекомунікацій. Згідно з параграфом 14, «жодна зі сторін не блокуватиме і не заохочуватиме інших блокувати прогрес іншої сторони на їх відповідних шляхах до ЄС». Параграф 15 передбачає створення комітету з впровадження за сприяння ЄС.
Документ погоджує інтеграцію муніципалітетів з більшістю сербів у Північному Косово в косовську правову систему з двома гарантіями:
- Усі судові питання регулюються законодавством Косово, але косовські серби мають складати більшість у певних судових колегіях; колегія (окружний суд Мітровиці) має засідати в Північній Митровиці.
- Правоохоронні функції має здійснювати косовська поліція, але регіональним командиром поліції в районах, де проживає більшість сербів, має бути косовський серб, обраний зі списку, наданого муніципалітетами косовських сербів.[10][11]

## Пізніші переговори
Після підписання угоди регулярно проводяться зустрічі для виконання її положень. У лютому 2015 року була досягнута судова угода, а потім угоди щодо енергетичних і телекомунікаційних операторів. 25 серпня того ж року було укладено угоду про створення Асоціації сербських громад.
Існували занепокоєння щодо того, як відбуватимуться вибори до місцевих органів влади в Косово 2013 року, так як уряд Сербії заперечував проти будь-якої згадки «держави Косово» у виборчих бюлетенях; однак сербський уряд погодився, що йому слід заохочувати сербів у північному Косово брати участь у місцевих виборах. У жовтні того ж року сербські офіційні особи домовилися відвідати Північне Косово. Було домовлено, що виборчі органи в Косово будуть включати представників косовських сербів, а міжнародний телефонний код +383 буде присвоєно Косово. Після певної затримки новий географічний телефонний код був запроваджений у грудні 2016 року.

## Реакція сербів
Науковці Сміля Аврамова та Олена Гуськова стверджують, що угода порушує Конституцію Сербії та Статут Організації Об’єднаних Націй і є непрямим визнанням незалежності Косово. Асамблея Косово ратифікувала угоду, включила її в закон і розглядає її як «міжнародну угоду».
Народні збори Сербії не розглядали угоду як міжнародну і не ратифікували її за сербською процедурою затвердження міжнародного договору; однак прийняли доповідь уряду про "процес політичного та технічного діалогу з тимчасовими установами в Приштині за посередництва ЄС, включаючи процес імплементації досягнутих домовленостей". Конституційний суд Белграда не відповів на питання про конституційність угоди, заявивши в грудні 2014 року, що це питання політичне, а не юридичне.

## Дивись також
- Міжнародне визнання Косова
- Угоди про нормалізацію економіки Косово та Сербії (2020 р.)

## Зовнішні посилання
- Повний текст Першої Угоди [Архівовано 2 травня 2013 у Wayback Machine.]
- План реалізації [Архівовано 12 жовтня 2013 у Wayback Machine.]
- Описи політики [Архівовано 5 березня 2016 у Wayback Machine.]